# دجاج مقلي
الدجاج المقلي (المعروف أيضًا باسم الدجاج الجنوبي المقلي نسبة لموطنه الأصلي في جنوب الولايات المتحدة) هو طبق يتكون من قطع دجاج يتم نقعها في عجينة سائلة متبلة وتمريرها في مسحوق الدقيق أو الخبز قبل أن يتم قليها في الزيت إما في طاسة قلي أو في مقلاة القلي العميق. يضيف استخدام الخبز قشرة مقرمشة إلى السطح الخارجي لقطعة الدجاج محافظا على طراوة اللحم وعصائره. ويعتبر الدجاج الرومي أكثر أنواع اللحوم استخداما في هذا الطبق.

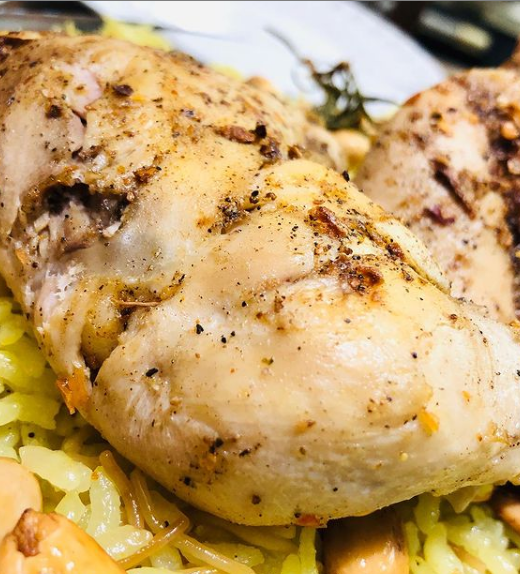
أرز ودجاج مقلي

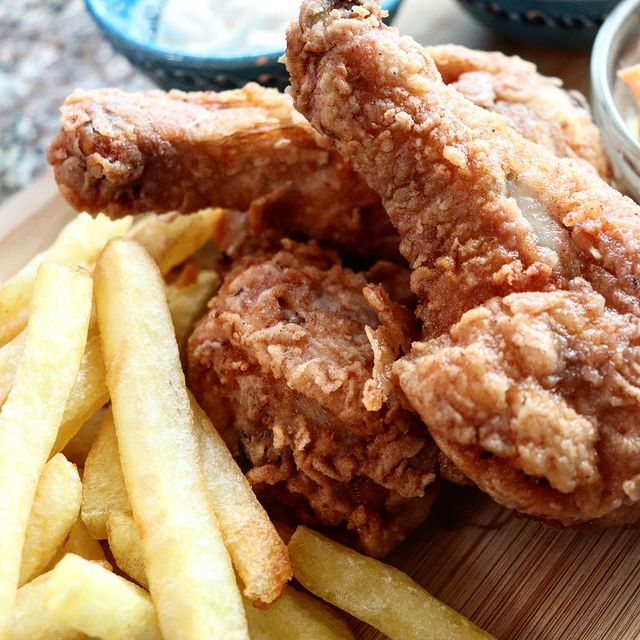
دجاج مقلي مع بطاطا مقلية

تعد الفطائر الشائعة في العصور الوسطى الأوروبية أول طبق شعبي يتم قليه. فيما يعتبر الاسكتلنديون أول الشعوب الأوروبية التي كانت تقوم بقلي الدجاج في الدهن وهو خال من التوابل. في المقابل، كانت التقاليد لدى عدد من شعوب غرب أفريقيا تتضمن قلي الدجاج المتبل في زيت النخيل. وقد تم دمج تقنيات القلي الاسكتلندية وتقنيات التوابل في غرب أفريقيا من قبل العبيد الأفارقة في الجنوب الأمريكي.

## لمحة تاريخية
منذ القرن الرابع احتوى كتاب الطبخ الروماني أبيشيوس' على وصفة للدجاج المقلي تسمى بولوم فرونتونيانوم. فيما يعود أصل الدجاج المقلي في جنوب الولايات المتحدة إلى المطبخ الاسكتلندي وغرب إفريقيا. حيث كان يقلى الدجاج الإسكتلندي في الدهون ودون أية توابل بينما كان الدجاج المقلي في غرب إفريقيا يطهى منقوعا في التوابل ثم يجلى عنه الفائض قبل أن يقلى في زيت النخيل. تم مزج تقنيات القلي الاسكتلندية وتقنيات التوابل الأفريقية في أمريكا الجنوبية من قبل العبيد الأفارقة.
تم تسجيل التعبير الأمريكي «فراي تشيكن» لأول مرة في ثلاثينيات القرن التاسع عشر، حيث كثيراً ما ظهر في كتب الطبخ الأمريكية في الستينيات والسبعينيات من نفس القرن. وبحلول أوائل ثلاثينيات القرن العشرين، كان الدجاج المقلي وسيلة استقلال اقتصاي للنساء الأمريكيات من أصل أفريقي المستعبدات أوالمفصولات، واللواتي اتخذنه كمهنة فأصبحن بائعات دواجن معروفات. وبسبب طبيعة المكونات الباهظة الثمن، وعكس الاعتقاد السائد فقد كان طبقًا نادرًا في مجتمع الأميركيين الأفارقة لا يطهى إلا في المناسبات الخاصة كما هو الحال في افريقيا.
خلال القرنين الثامن عشر والتاسع عشر طورت الولايات المتحدة إنتاج الخنازير بفعل تهجين السلالات الأوروبية والآسيوية، فأصبحت تربية الخنازير على نطاق صغير وسيلة غير مكلفة تمكن من استغلال بقايا الطعام والقمامة ونفايات المحاصيل إلى غذاء للخنازير في مساحة صغيرة نسبيًا وفترة زمنية قصيرة نسبيا). مكنت وفرة لحم الخنزير الدسم من توفير إنتاج غزبر من شحوم الخنزير والدهون المحفوظة التي تم استخدامها في جميع عمليات الطهي تقريبًا، كما كانت عنصرًا أساسيًا في العديد من الأطعمة المنزلية الشائعة مثل البسكويت والفطائر.
وقد أدت الحاجة الاقتصادية والغذائية إلى استهلاك الزبدة والدهون الأخرى إلى زيادة في شعبية الأطعمة المقلية في الولايات المتحدة وجميع أنحاء العالم. ففي القرن التاسع عشر، أصبحت المكونات أكثر توفرا على نطاق واسع. وأصبح مزيج الدقيق والزبدة والدجاج ووعاء سميك للطهي الأساس الحديث للدجاج المقلي.

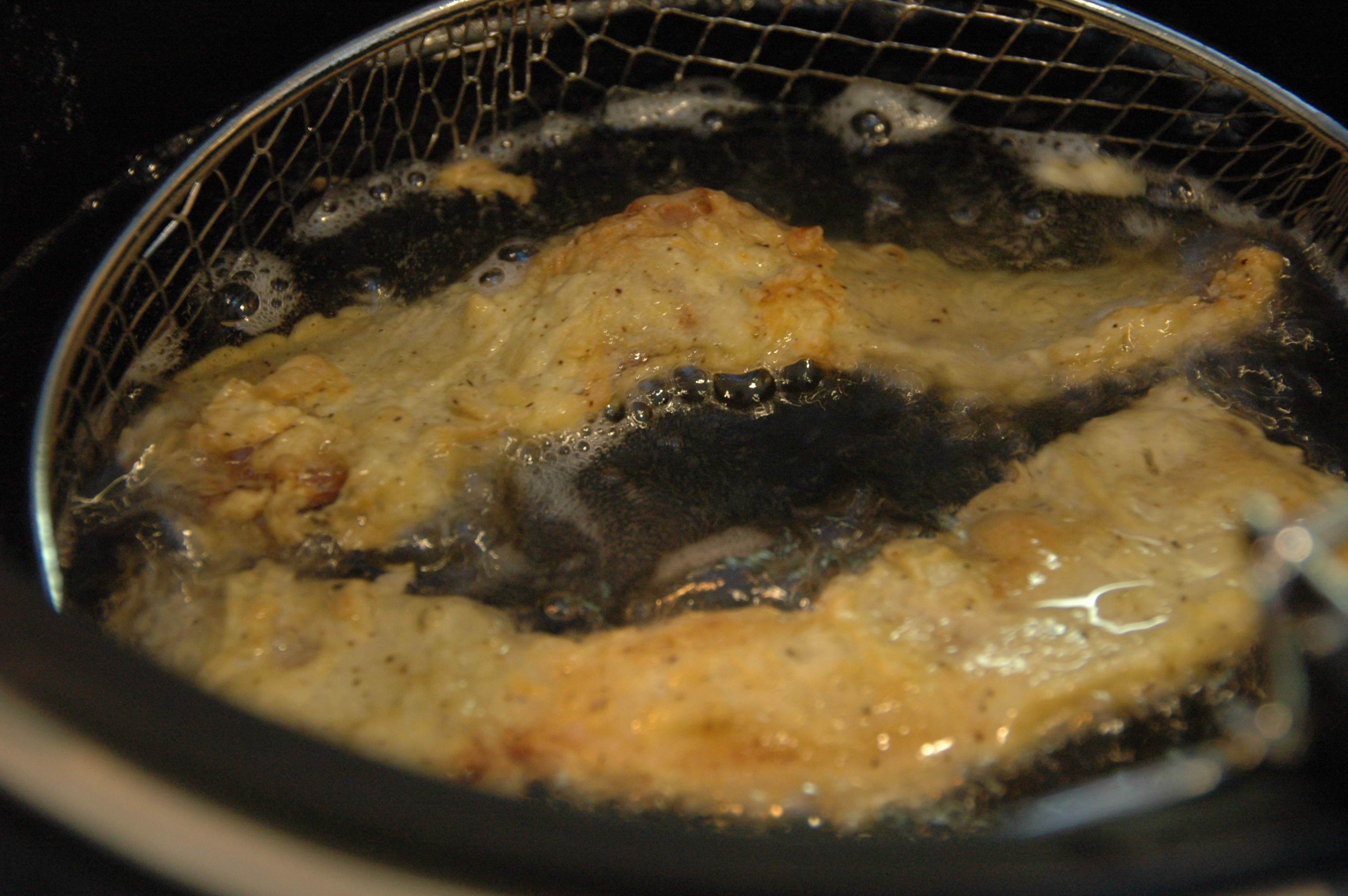
الدجاج المقلي بشرائح لحم الخنزير المقدد

عندما تم إدخال الطبق إلى الجنوب الأمريكي، أصبح الدجاج المقلي عنصرا رئيسيا مشتركا، لم يتمكن معظم العبيد من تربية اللحوم بسبب ثمنها الباهظ، فسُمح لهم عمومًا بتربية الدجاج، ليستمر تقديم الدجاج المقلي في المناسبات الخاصة في جل مجتمعات أمريكا الجنوبية. حيث أدت تجارة الرقيق إلى توظيف الأفارقة في المزارع الجنوبية، فأدخل العبيد الذين أصبحوا طهاة في وقت لاحق التوابل والبهارات الغائبة في المطبخ الإسكتلندي التقليدي مما أثرى النكهة.
بعد إلغاء العبودية، أصبح شائعا كطبق جنوبي. فاكتسب شعبية في فترات من التاريخ الأمريكي عندما أغلق العزل العنصري معظم المطاعم أمام المواطنين السود. ليظل الدجاج المقلي أحد أفضل الخيارات في هذه المنطقة لتناول خلال «عشاء الأحد» والمهرجانات مثل عيد الاستقلال والتجمعات الأخرى.
منذ الحرب الأهلية الأمريكية، ارتبطت الأطعمة التقليدية للعبيد مثل الدجاج المقلي والبطيخ الأحمر، وطبق أمعاء الخنزير ارتباطا قويا مع القوالب النمطية للأمريكيين من أصل إفريقي والأدب الأسود. تم استغلال جودة الطعم وأصالته المرتبط بالصورة النمطية للسود الأمريكيين، في تسويق الفكرة خلال النصف الأول من القرن العشرين بواسطة مطاعم مثل «سامبو» و«كوون تشيكن إن»، والتي اختارت تصوير السود على شكل دمية مطعم بطريقة مبالغ فيها. على الرغم من تلاشي مفهوم الدجاج المقلي كطبق عرقي لعدة عقود، بفعل انتشار أطباق الدجاج المقلي في الولايات المتحدة، إلا أنه لا يزال يمثل صورة نمطية عنصرية اتجاه السود.
قبل التحول الصناعي لإنتاج الدجاج وإنشاء سلالات من فراريج اللحم، كان الإستهلاك حكرا فقط على الدجاج الربيعي الصغير (الفراخ أو الديك) الذي يتحمل الحرارة المرتفعة ووقت القلي السريع نسبياً، مما يجعل الدجاج المقلي متوفرا بكثرة في الربيع والصيف. فيما تتطلب الطيور الأقدم والأقوى أوقاتًا أطول للطهي في درجات حرارة منخفضة. للتعويض عن هذا، يتم طهي الطيور الأكثر صرامة أحيانًا حتى تصبح طرية، ثم يجري تبريدها وتجفيفها قبل قليها.

## المميزات
يتميز الدجاج المقلي بالقرمشة والعصارة، حيث يمكن أن يكون حارا أو مالح الطعم كما يمكن تقديمه مزينا بالفلفل الحلو أو الصلصة الحارة. وهو النوع شائع بشكل خاص في المطاعم وسلاسل الوجبات السريعة مثل كنتاكي. يتم تقديم الطبق تقليديًا مع البطاطا المهروسة والمرق أو المعكرونة بالجبنة أو وسلطة الكولسلو والبسكويت.
يشتهر الطبق بدسمه، خاصةً عندما يأتي من منافذ الوجبات السريعة. حيث صرحت بعض المصادر أن بعض الأشخاص الذين يستمتعون بتناول الطعام يقتصرون على تناوله فقط عددًا من المرات في السنة، للحفاظ على استهلاك منخفض للدهون. ومن بين الأجزاء المختلفة المستخدمة في الدجاج المقلي، يتم اختار الأجنحة عمومًا لاحتواءها لى أكبر نسبة من الدهون، بحوالي 40 غرامًا (0.088 رطل) من الدهون لكل 100 غرام (0.22 رطل). ومع ذلك، فإن متوسط الدجاجة المقلية الكاملة يحتوي فقط على حوالي ٪12 من الدهون، أي 12 غراما (0.026 رطل) لكل 100 غرام (0.22 رطل). في المقابل، يحتوي 100 غرام (0.22 رطل) من الدجاج المقلي بشكل عام على حوالي 240 سعرة حرارية من الطاقة.

## طريقة التحضير

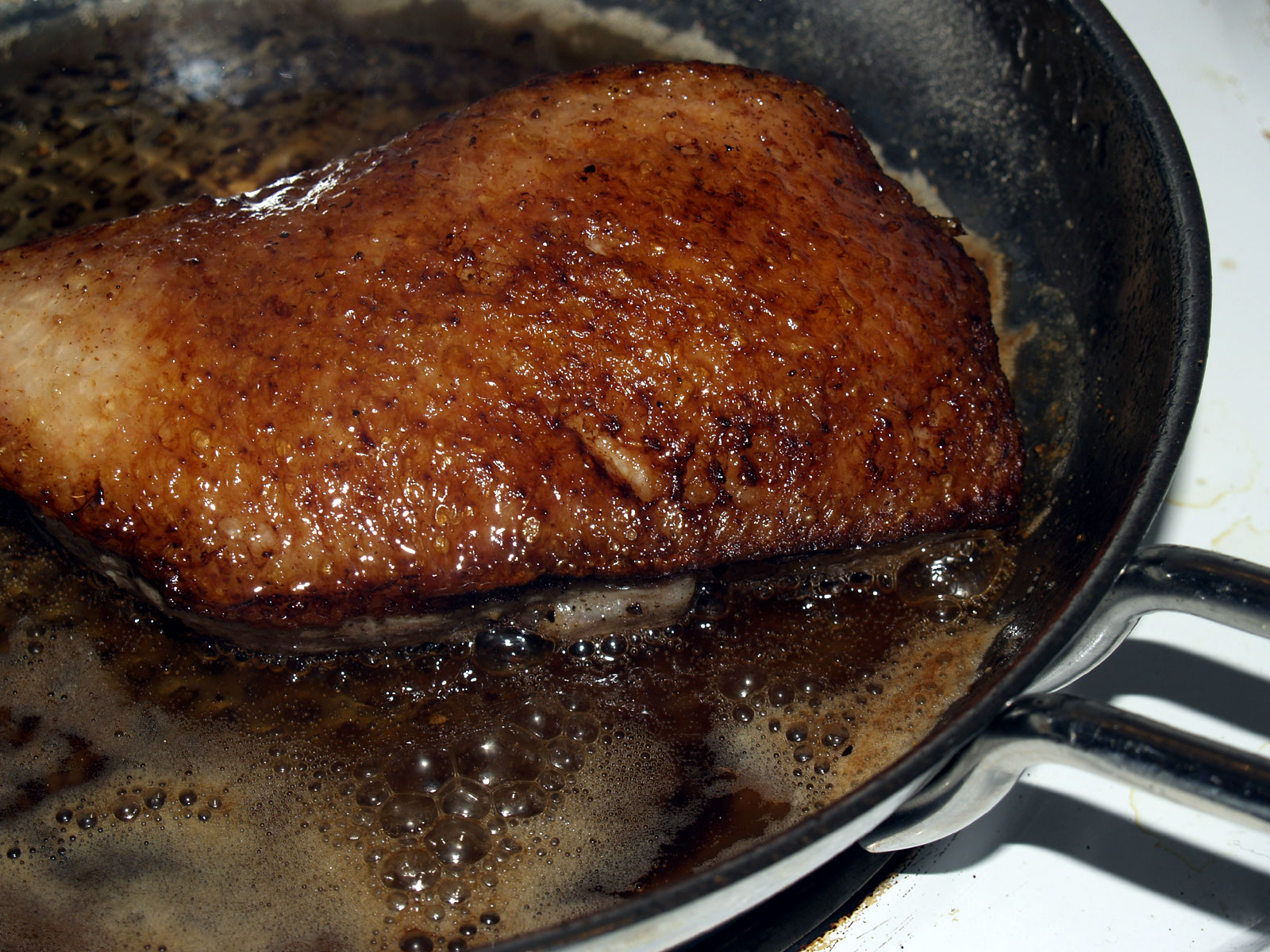
لحم البط المقلي

عموما، لا يتم قلي الدجاج كاملا. بل يقسم إلى قطع مصغرة. أقسام اللحم الأبيض هي الصدر وأجنحة الجزء الأمامي للدجاج، بينما أقسام اللحم الأسود هي أفخاذ الجزء الخلفي من الدجاج. عادة ما يتم تقسيم الصدر إلى قطعتين في حيث عادة ما يتم التخلص من الظهر. كما تستخدم أصابع الدجاج، وهي قطع من صدور الدجاج المقطعة إلى شرائح طويلة، بشكل شائع.
لتحضير قطع الدجاج المقلي، يتم تغليفها في عجينة تحتوي على دقيق ممزوج بالبيض أو الحليب مخلوطة بالتوابل مثل الملح والفلفل الأسود ومسحوق الفلفل الحار والفلفل الحلو ومسحوق الثوم ومسحوق البصل ثم تمريرها في الدقيق أو فتات الخبز. وقد تسبق هذه العملية عملية نقع اللحم في التوابل أو غمسه في اللبن الرائب، حيث تعمل الحموضة على تطرية اللحم. وخلال طهي قطع الدجاج، يتم امتصاص بعض الرطوبة التي تنبثق من الدجاج عن طريق طلاء الدقيق مما يخلق قشرة بنية لذيذة.

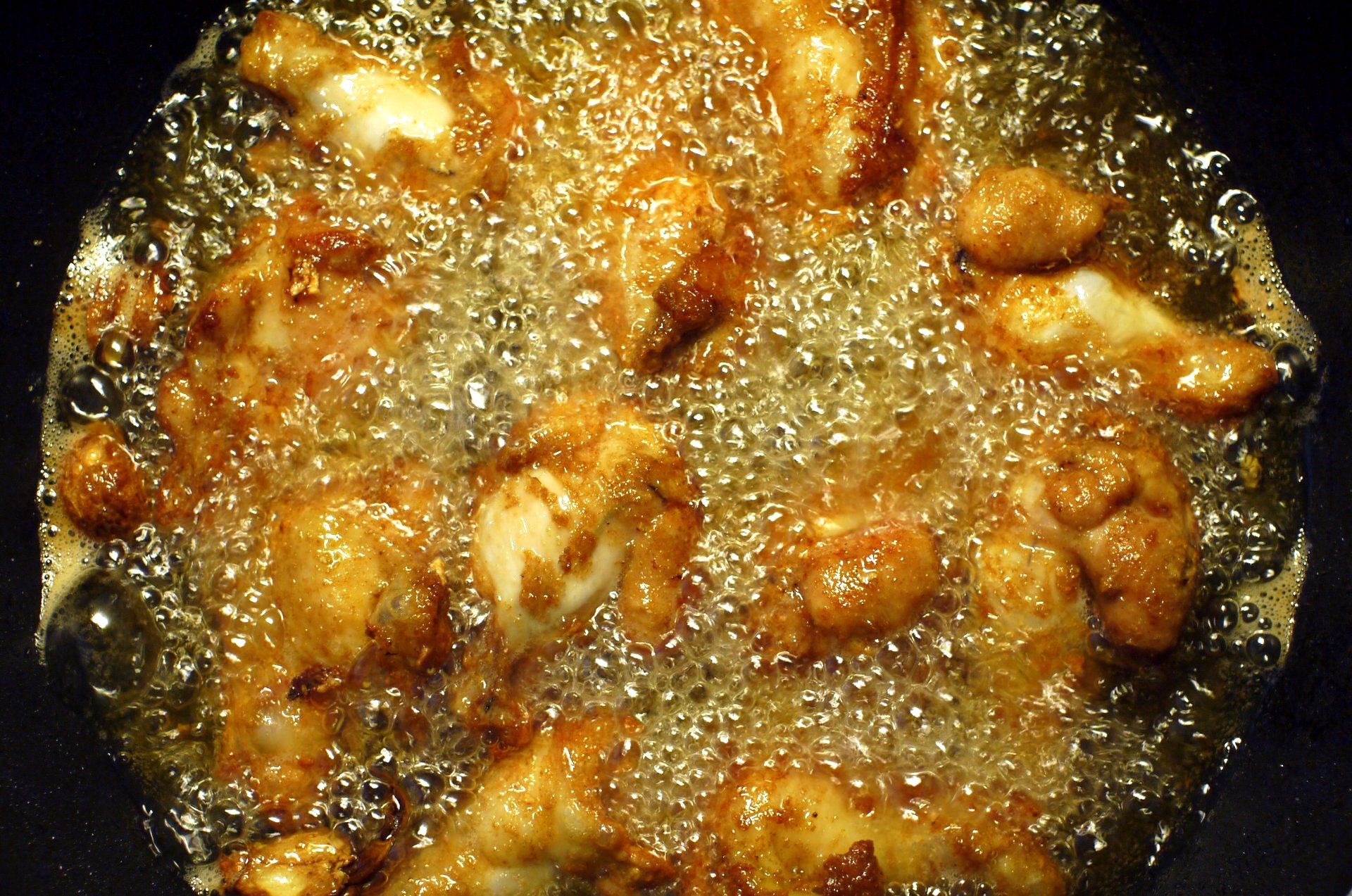
قلي أجنحة الدجاج في زيت الذرة

تقليديا، يتم استخدام زيت الذرة وزيت الفول السوداني وزيت الكانولا وزيت فول الصويا أو غيرها من الزيوت النباتية. فيما تعتبر نكهة زيت الزيتون عمومًا قوية جدًا بحيث لا يمكن استخدامها للدجاج المقلي التقليدي، كما أن رائحتها تجعلها غير صالحة للاستخدام. هناك ثلاث تقنيات رئيسية للقلي الدجاج وهي: البروستينغ، أو القلي العميق أو البان فراي.
تتطلب تقنية البان فراي أو «مقلاة القلي» مقلاة ضحلة من التصميم الجيد ومصدرا للدهون. تُعد قطع الدجاج على النحو الوارد أعلاه ثم تُقلى. يتم تسخين الدهون (الزيت) عمومًا في درجة حرارة عالية بما يكفي ليتكون بعض القشر على الجزء الخارجي من قطع الدجاج. بمجرد إضافة القطع إلى الدهن، يتم تقليل درجة الحرارة. هناك نقاش حول عدد المرات التي يجب أن تقلب فيها قطع الدجاج، حيث يحبذ البعض في كثير من الأحيان أن يتم تقليب القطع يتحول حتى تتحول إلى اللون البني فيما يحبذ الجانب الآخر بذلك تحويله فقط عند الضرورة القصوى. بمجرد الانتهاء من قلي قطع الدجاج تقريبًا، ترتفع درجة الحرارة وتحمر القطع إلى اللون المطلوب (يضيف بعض الطهاة كميات صغيرة من الزبدة في هذه المرحلة لتحسين اللون البني). تصبح رطوبة الدجاج التي تلتصق في أسفل المقلاة ضرورية لصنع الصلصة.

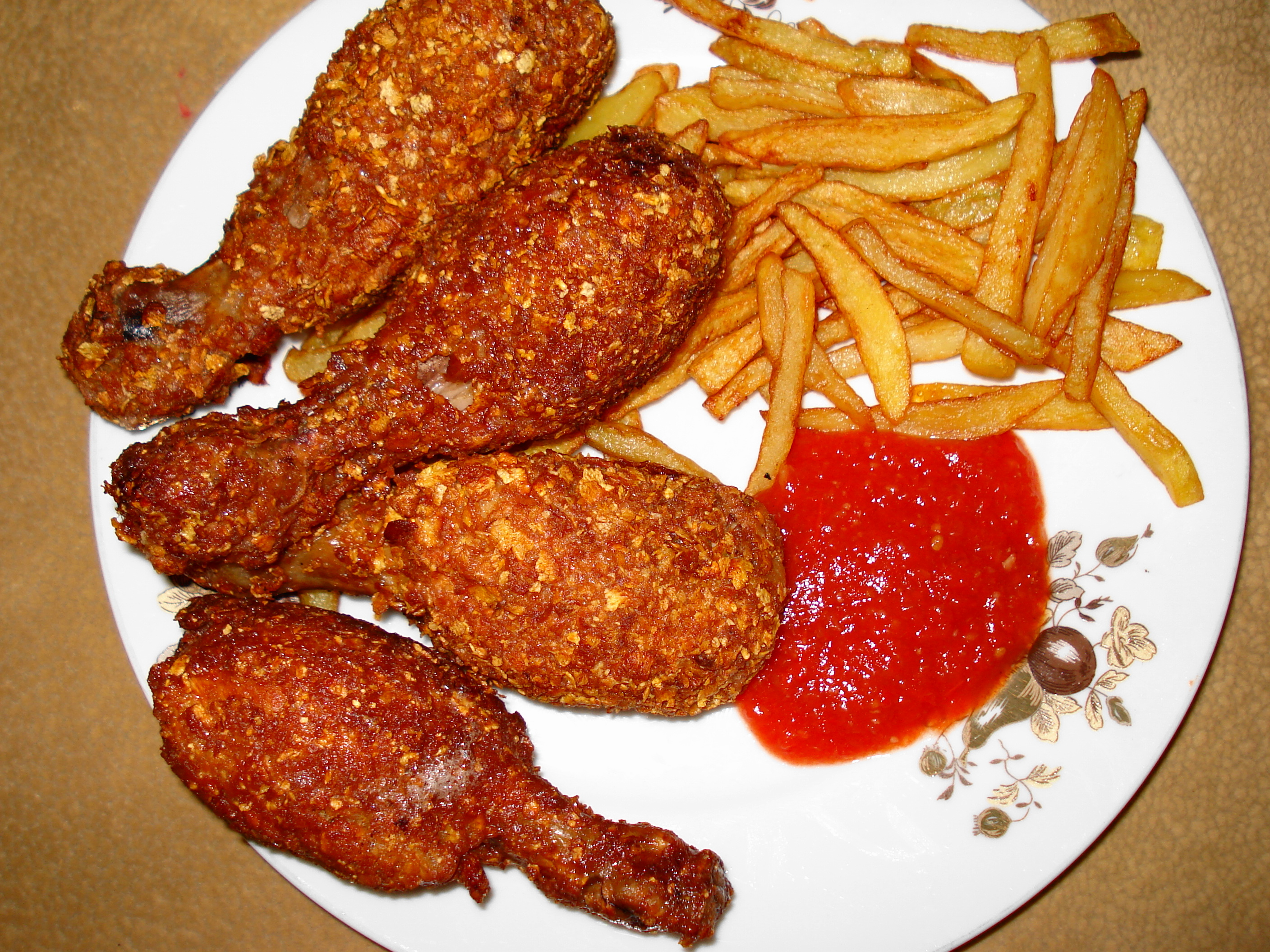
وجبة دجاج مطبوخة بتقنية البروستينغ.

تتطلب تقنية القلي العميق مقلاة عميقة تسمح بغمر قطع الدجاج في الدهون الساخنة بالكامل. تمكن التقنية من وضع الطعام بشكل كامل في الزيت ثم طبخه في درجة حرارة عالية جدًا. يتم إعداد القطع كما هو موضح أعلاه. ويتم تسخين الدهون في المقلاة العميقة إلى درجة الحرارة المطلوبة. تتم إضافة القطع إلى الدهون والحفاظ على درجة حرارة ثابتة طوال عملية الطهي.
يستخدم البروستينغ حلة ضغط لتسريع عملية الطهي. فتتحول الرطوبة داخل الدجاج إلى بخار مما يزيد من الضغط في الطهي ويقلل من درجة حرارة الطبخ المطلوبة. من مميزات البخار طهو الدجاج من الداخل مع الاحتفاظ بالرطوبة والهشاشة مع الحفاظ على طبقة مقرمشة. يتم تسخين الدهون في طنجرة الضغط. تحضر قطع الدجاج كما هو موضح أعلاه ثم توضع في الدهن الساخن. يتم وضع الغطاء على طنجرة الضغط، وبالتالي يتم قلي قطع الدجاج تحت الضغط.
غالباً ما تشير عبارة «بلد مقلي» و «دجاج مقلي» إلى الأطعمة الأخرى المحضرة بطريقة الدجاج المقلي. عادةً ما يعني ذلك قطعة من اللحم المفرومة الخالية من العظم يجري فرمها أو ضربها بنعومة أو طهيها بأي من الطرق الموضحة. وتعتبر شريحة لحم الدجاج المقلي من أكثر الأطبق شيوعا في هذا الصنف. غالبا ما يتم تقديم هذه الأطباق مع المرق.

## قلي الدجاج كيميائيا

### الزيت القلي العميق أو تسخين الدهن
إن القلي العميق أحد طرق تحضير الأغذية المستعملة في المنزل وفي الصناعة، حيث تغطس اللحمة ودجاج والسمك، والكعكة المحلاة (doughnut)، ورقائق البطاطا أو أصابع البطاطا في الدهن (الزيت) وتسخن لنحو 180 ° م، لمدة بضع دقائق، ليغدو الطعام طرية جاهزة للأكل. يطرأ على زيوت ودهون القلي تغيرات واسعة في خصائصها الفيزيائية والكيميائية بعد استعمالها في القلي لفترة طويلة. تشير البيانات إلى أن تسخين زيت الصويا المهدرج جزئيا وبسبب تفاعلات تدخل فيها الروابط المضاعفة، مما يؤدي إلى تناقص في العدد اليودي وإلى تغيرات في تركيب الحموض الدهنية. في حالة زيت الصويا يمكن القول إن حمض لينولييك وحمض لينولينيك أكثر الحموض تأثرة ويتشكل البيروكسيدات في درجات الحرارة المرتفعة ويطر عليها مباشرة تشطر مع تكوين مركبات هیدروکسي مما ينعكس بزيادة رقم الهيدروكسيل. وعلى هذا فإن تعيين رقم البيروكسيد لتقويم جودة الدهن أو الزيت في القلي العميق غير ملائم. تنبلمر ثلاثي أسيل غليسيرول غير المشبعة خلال التسخين مؤديا ذلك إلى زيادة الزوجة الدهن، ويتشكل مثنویات ومثلثیات، حيث يمكن متابعة زيادة هذه المكونات بكروماتوغرافيا التغلغل الهلامية (GPC).
وتعد هذه التقنية GPC وسيلة قيمة أولية لتحليل العدد الكبير من نواتج التفاعل المتشکله
العميق، سواء أطبقت قبل أو بعد التحليل الميتانولي للعينات. يمكن الاستمرار في إجراء التجزئة لاسترات الميثيل الموحودة من خلال تشكيل معقدات مع اليوريا، وتتجمع الحموض الدهنية الحلقية في السائل الطافي. تفصل استرات الميتيل المثنوية ب RP - HPLC ، وتحلل بعدها با GC / MS بعد إجراء مسيله لمجموعات OH . يحصل على عدد كبير من النواتج الطيارة وغير الطيارة خلال القلي العميق للزيت أو الدهن.

### الأكسدة التلقائية لشحوم الأسيل المشبعة
تتناقص انتقائية الأكسدة التلقائية فوق الدرجة 60 ° م لأنه يجري على الهيدرو بيروكسيدات المتشكلة تحلل ذاتي معطية جذور هیدروکسي وألكرسي ذات فعالية عالية بما يمكنها من تحريد ذرات هيدروجين من الحموض الدهنية المشبعة. تعطي التفاعلات السابقة العديد من المركبات أمثلة عنها من ألدهيدات دميتيل كيتونات تشتق من ثلاثي ستيارين. هذا ويؤدي التدرك الحراري للحموض الدهنية الحرة إلى تشكيل صنفي المركبات السابقة. تتشكل الحموض الدهنية الحرة أما بحلهمة ثلاثي غليسيريد أو بأكسدة الألدهيدات.
يحصل على كيتونات الميتيل بالأكسدة بيتا المحرضة بالحرارة على أن يتبعها تفاعل نزع الكربوکسیل يحصل على الألدهيدات من تشدف هیدرو بيروكسيدات بالية انقسام في الموقع 8 التي تحدث بصورة غير نقائية في درجات الحرارة العالية. يسهل تدرك الألدهيدات غير المشبعة ذات الرابطة المضاعفة المتقارنة مع مجموعة الكربونیل خلال عملية القلي العميق العادلة. وتؤدي إضافة الماء إلى تشكيل 3 - هیدروکسي ألدهيد الذي ينشطر بتكاثف الألدول المحفز بالحرارة ومن الأمثلة على هذه الآلية تدرك (Z , E) -6,2- نونادايينال إلى (2) -4 - هبتينال وأسيت ألدهيد وتشطر 4,2 - دیکاديين إلى 2 - اوكتينال وأسيت ألدهيد.
إن بعض المركبات المتطايرة هي مصادر رائحة هامة، وبالذات (Z , E) و (E , E) -4,2- دیكادایینال المسؤولين عن النكهة السارة للقلي العميق. تتكون الألدهيدات السابقة بالتدرك الحراري لحمض لينولييك لذلك تعطى الزيوت والدهون التي تحوي هذا الحمض رائحة أفضل خلال القلي العميق من الدهون المهدرجة. وإذا سخن الدهن لفترة طويلة تعطى المركبات المتطايرة النابية رائحة غير مرغوبة.

### البلمرة
تصاوغ في شروط القلي العميق الحموض الدهنية المختلفة بالروابط المضاعفة (isolenic) لتعطي حموضة دهنية متقارنة تتأثر بعملية إضافة حلقية في 4,1- لتعطي ما يسمى معقدات Diels - Alder
إذا تجاوزنا العيب الحاصل في الرائحة والطعم للزيت والدهن المعرض إلى التسخين لفترة طويلة بعد الزيت فاسد إذا بلغ فيه مستوى الحموض الدهنية المؤكسدة غير الذوابة في آثير البترول ك 1% (أو = 0.7 في درجة حرارة تدخين د 170 م). تختلف الزيوت والدهون في ثباتها تجاه الحرارة، فيزداد ثباتا ودرجة الروابط المضاعفة.
قصر السلسلة الجانبية لمشتقات سیکلوهکسان رباعية الاستبدال بالأكسدة إلى مجموعات أوكسو أو هیدروکسي أو کربوکسي. كما تتعرض حلقة سیکلوهکسين إلى نزع مباشر للهيدروجين وتتحول إلى حلقة عطرية، ويتشكل بالتالي مركبات لها علاقة ب. وتطرأ تغيرات على جذور الحمض الدهني أو جذور ثلاثي أسيل غليسيرول المتشكلة بتجريد الهدروجين في غياب الأكسجين وتتحول إلى مثنوي يتحول إلى بنية حلقية.
ونجد أن وجود الأكسجين يؤدي إلى تشكيل بوليميرات فيها روابط أثير وبيروکسید، ويمكن أن تضم مجموعات هیدروکسي أو كسو أو ایبوکسي وقد میزت البنيات الآتية من ضمن غيرها. إن المركبات السابقة غير مرغوبة في الزيت أو الدهن الذي تعرض إلى القلي العميق لأنها تنقص وبصورة دائمة خصائص نكهة الزيت والدهن كما تسلك مجموعات HO فيها كأنها عوامل خفض سطحي، أي أنها تشكل رغاوي.

### التحلل بالإشعاع
تتشكل جذور الألكيل وأسیلو کسي خلال التحلل الإشعاعي لشحوم الأسيل، ولا تلبث أن تتفاعل بعدها معطية مركبات طيارة. ويعد تشكيل الألكانات والألكنات التي ينقصها ذرة أو ذرتي کربون عن حالة الأسيل الأصلي مكان اهتمام الكشف التشعيع.
لتحلل الإشعاعي لحمض بالميتيك، أوليك وستياريك. وقد برهن أن تراكيزها تزداد في الدهن مع زيادة الجرعة الإشعاعية ومثالها لحم الدواجن (دجاج). تستعمل مجموعة أخرى من المركبات كدلائل على التشعيع، وهي ألكيل سيکلوبوتانونات، وتنتج من ثلاثي أسيل غليسيريد، ولا تتشكل بتسخين اللحم أو بالأحياء الدقيقة. وفي لحم الفروج الذي تعرض إلى جرعة شعاعيه KGy 1، أمكن كشف Mg 0.72 من 2 - دو دیسیل سیکلو بوتانون في كل غرام من الشحم. وهذا الدليل ثابت لأنه لم يتناقص خلال 18 يوما إلا بمقدار 15 % فقط.
تبلغ قوة الجرعة الإشعاعية المستخدمة لإزالة تلوث اللحوم والبهارات بين 3-30 kGy . ولذلك يتوقع حدوث التفاعلات الكيميائية المذكورة . ويستعمل في معالجة الخضار والفاكهة جرعات أقل كما في الأمثلة الآتية: إزالة تلوث الفاكهة والمكسرات kGy 0.5-0.15)، تثبیط تبرعم البطاطا والبصل والثوم (KGy 0.2-0.15)، تأخير نضج الموز والمانغو والبابايا (KGy 0.12-0.75) وهذا ما يجعل الكشف الكيميائي للإشعاعات في هذه الأغذية هامة شديدة الصعوبة.

## طرق أخرى
- دجاج باربرتون المعروف أيضا باسم الدجاج المقلي الصربي، وهو نسخة أنشأها المهاجرون الصرب في باربرتون (أوهايو) ثم انتشر بعد ذلك في جميع أنحاء تلك الولاية.[46]
- دجاج ماريلاند هو طبق وطني لولاية ماريلاند وهو نوع من الدجاج المقلي الذي ينقع غالبًا في الحليب الرائب ويقدم بعدها مرفوقا بصلصة مرق اللحم. انتشرت الوصفة خارج الولايات المتحدة إلى المطبخ الطته الشهير أوغوست إسكوفيي وبعد مرورها بعدة تعديلات وجدت مكانًا في المطبخ البريطاني ومطبخ الأسترالي.[47] يتم إعداد الطبق عندما يتم وضع قدر من قطع الدجاج والدهون، كما هو الحال عند القلي في الفرن حتى يطهي الطعام كليا بشكل أساسي في الفرن.[42]
- دجاج الفشار هو عبارة عن قطع صغيرة من الدجاج يتم نقعها ثم تغطيتها بالخبز وقليها، مما ينتج عنه قطع لحم صغيرة تشبه الفشار.[48]
- الدجاج والفطائر هو عبارة عن مجموعة من الأطعمة التي يتم تقديمها تقليديًا لوجبات الإفطار والعشاء في وجبة واحدة، وهي شائعة في المطاعم الروحية في أمريكا الجنوبية وخارجها.[49]
- الدجاج الحار هو طبق شائع في منطقة ناشفيل (تينيسي)، وهو نوع من الدجاج المقلي المغطى بدهن الخنزير ومعجون معجون الفلفل الحار.[50]

## الأدوات المستخدمة
يتم القلي الدجاج باستخدام مقلاة عميقة أو مقلاة مثل مقلاة ووك أو مقلاة أو فرن هولندي أو قدر من الحديد الزهر الصلب. تشتمل الأدوات الإضافية على سلال القلي، والتي تُستخدم لاحتواء الأطعمة في مقلاة عميقة ولتصفية الأطعمة عند إزالتها من الزيت، ومقاييس حرارة الطهي المستخدمة لقياس درجة حرارة الزيت cooking thermometers. يمكن استخدام الملاقط والملاعق المشقوقة والملاعق الخشبية والمناخل لإزالة أو فصل الأطعمة عن الزيت الساخن. تشمل أدوات القلي العميق اليابانية عيدان طعام معدنية طويلة؛ وعاء القلي العميق الياباني agemono-nabe، وهو ثقيل للاحتفاظ بالحرارة وعميق للاحتفاظ بالزيت. ومغرفة شبكة Ami jakushi المستخدمة في إخراج حطام الخليط؛ ووعاء تجفيف الزيت السماة abura kiri.
.

## الأسلوب
إحدى الطرق الشائعة لتحضير الطعام (دجاج) للقلي العميق تتضمن إضافة طبقات متعددة من الخليط حول الطعام، مثل دقيق الذرة أو الدقيق أو التمبورا؛ يمكن أيضًا استخدام فتات الخبز.
في حين أن معظم الأطعمة تحتاج إلى طبقات من عجين (الدقيق) للحماية، إلا أنها غير ضرورية للنودلز والبطاطا المطبوخة لأن محتواها العالي من مادة النشا يمكّنها من الاحتفاظ بمزيد من الرطوبة ومقاومة الانكماش والتقلص. يمكن طهي اللحوم والدجاج قبل القلي العميق للتأكد من نضجها من الداخل مع الحفاظ على العصارة.
عند إجراء القلي العميق بشكل صحيح، لا يجعل الطعام دهنيًا بشكل مفرط، لأن الرطوبة الموجودة في الطعام تمنع الزيت. يسخن الزيت الساخن الماء داخل الطعام ويبخره؛ لا يمكن للزيت أن يسير عكس اتجاه هذا التدفق القوي لأن بخار الماء (بسبب درجة حرارته العالية) يدفع الفقاعات نحو السطح. طالما أن الزيت ساخن بدرجة كافية ولم يتم غمر الطعام في الزيت لفترة طويلة، فسيظل تغلغل الزيت محصورًا في السطح الخارجي. عادةً ما تمتص الأطعمة المقلية في درجات حرارة مناسبة «ما لا يزيد عن ملعقتين كبيرتين لكل كوبين ونصف من الزيت» المستخدمة.معدل امتصاص الزيت هذا هو نفسه تقريبًا كما يحدث مع القلي الضحل كما هو الحالفي المقلى (pan).

## الصورة النمطية
- في الولايات المتحدة، كان الدجاج المقلي مرتبطًا بصورة نمطية بالأميركيين الأفارقة.[60] حيث كانت أطباق الدجاج شائعة بين الرقيق الأفارقة قبل الحرب الأهلية، إذ كان الدجاج عمومًا الحيوانات الوحيدة التي يُسمح للعبيد بتربيتها بمفردهم.[61] بالإضافة إلى ذلك ساهمت العروض الفنية مثل عروض  Minstrel shows وفيلم ولادة أمة إلى ترسيخ الصورة النمطية السائدة في ربط الأمريكيين من أصل أفريقي بطبق الدجاج المقلي.[62]
- كان لاعب الجولف تايجر وودز هدفا لتعليقات متكررة بشأن الصورة النمطية للدجاج المقلي والسود.[63] حيث وقعت الأولى في عام 1997 عندما ذكر لاعب الجولف فوزى زويلر أنه يتعين على وودز تجنب تناول الدجاج المقلي لعشاء بطولة الماسترز للجولف في العام التالي.[64] أما المرة الثانية، فجرت خلال مؤتمر صحفي دعي إليه لاعب الجولف الاسباني سيرجيو غارسيا عام 2013 حيث تم سؤاله إذا كان سيدعو وودز لتناول العشاء خلال بطولة الولايات المتحدة المفتوحة للغولف لتسوية نزاعهم الحالي. أخطأ غارسيا الذي لم يكن على دراية بالصورة النمطية في المجتمع الأمريكي حيث قال: «"سنجعله يدور كل ليلة ... سنقدم له الدجاج المقلي"» وهو ما رد عليه وودز مصرحا «"خطأ، مؤلم وغير مناسب بشكل واضح."»[64] بعدها اعتذر زويلر وجارسيا إلى وودز.[64]
- في عام 2009، قام أحد مطاعم كنتاكي في بكين بإعادة تسمية مطعمهم إلى «أوباما فراي تشيكن» في إشارة إلى الرئيس باراك أوباما الذي قام بافتتاحه مؤخرًا.[65] على الرغم من الجدل الذي أحدثه في ذلك الوقت، رفض المالك تغيير الاسم مرة أخرى ولا يزال المطعم يعمل تحت هذا الاسم.[61]
- في حفل عشاء أقيم على ذكرى شهر التاريخ الأسود، قام رئيس الطهاة ليزلي كالهون في قناة إن بي سي بتقديم دجاج مقلي للضيوف.[66] وهو ما أغضب عضو مجموعة ذي روتس كيستلوف، الذي اعتقد أنه كان مسيئًا ونوع من الجهل.[67]
- في عام 2012، أصدر مطعم برجر كنج إعلانًا من بطولية المغنية ماري جي بليج وهي تغني حول سندويتش الدجاج المقرمش الملفوف. كان الإعلان مثيراً للجدل بسبب الصورة النمطية العنصرية المحيطة بالدجاج المقلي والسود، مما دفع بالمطعم لإزالة إعلانه من موقع يوتيوب وارفاقه ببيان اعتذار.[68]
- في عام 2019، ظهر عضو الكونغرس الأمريكي من أصل أفريقي سوف هيرد في برنامج الوقت الحقيقي مع بيل ماهر. حيث صرح أنه خلال تواجده في وكالة المخابرات المركزية سي أي إي قائلا «"كان الرجل في الأزقة في الرابعة صباحًا  يجمع المعلومات الاستخبارية حول التهديدات التي يتعرض لها الوطن"». عنها أجابه بيل ماهر قائلا: «"هل هذا هو المكان الذي تحصل فيه، هاه؟ واو. بواسطة دجاج بوبايز؟"» وبسبب هذا التصريح تم اتهام ماهر بأنه عنصري.[69]